# مدرسه هنر تیش
مدرسه هنر تیش (انگلیسی: Tisch School of the Arts) در ۱۷ اوت سال ۱۹۶۵ توسط دانشگاه نیویورک تأسیس شد و یک مرکز مطالعه در زمینه انجام هنر و رسانه است.
مدرسه هنر تیش، به مانند یک زمین تمرین برای هنرمندان، علاقه‌مندان به هنر، فیلم سازان و کارآفرینان خلاق است و آموزش‌های فنی یک مدرسه حرفه‌ای با استفاده از منابع علمی یک دانشگاه تحقیقاتی برای دانشجویان رشته‌های هنری مختلف در نظر گرفته شده‌است. تیش در کنار مدرسه هنر جولیارد و مدرسه درام دانشگاه ییل غالباً در نظرسنجی‌ها در فهرست بهترین مدارس و دانشکده‌های هنر در جهان قرار دارد.
مدرسه هنر تیش (معمولاً به عنوان TSOA شناخته می‌شود) و در ۷۲۱ خیابان برادوی در منهتن، شهر نیویورک واقع شده‌است.

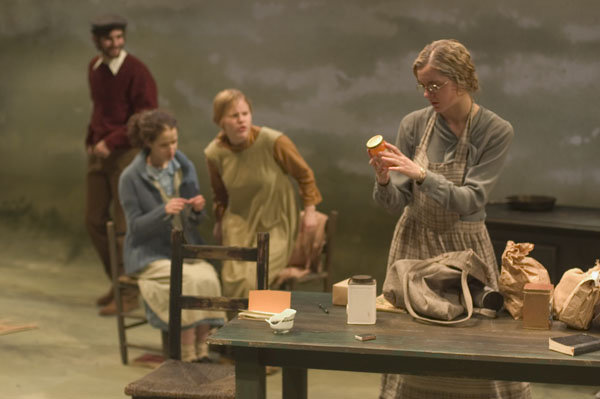
دانشجویان مقطع کارشناسی در حال انجام ساخت صحنه اصلی یک Dancing at Lughnasa.